# Saleem Abboud Ashkar
Pour les articles homonymes, voir Abboud.

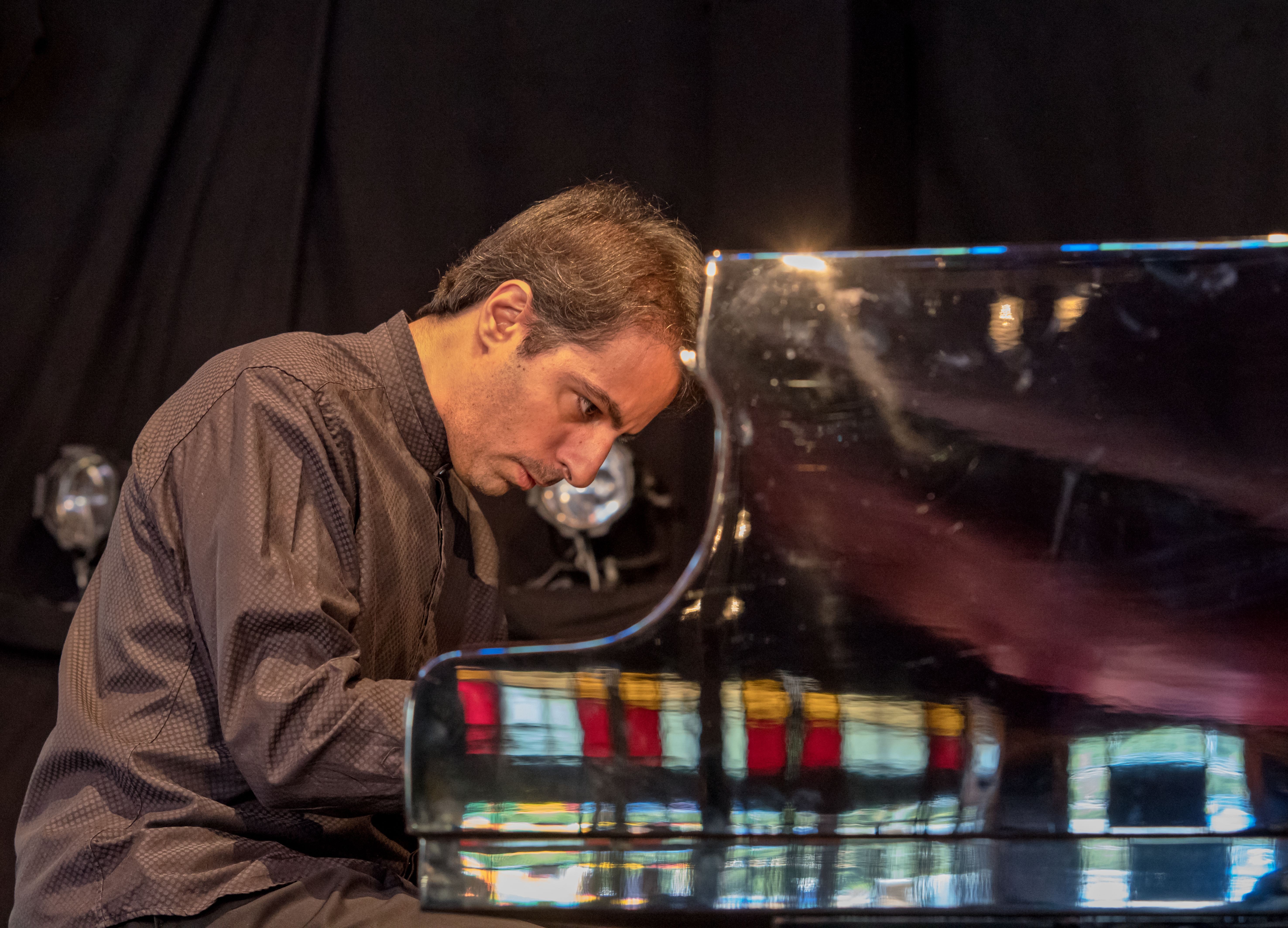
Zelt-Musik-Festival en 2016 à Fribourg-en-Brisgau, Allemagne

Saleem Abboud Ashkar est un pianiste israélo-palestinien né à Nazareth en 1976.

## Biographie
À 7 ans, dès qu'il découvre la musique classique avec des disques, il commence à prendre des cours de piano et à 11 ans, il donne ses premiers concerts à Haifa et Jérusalem. Mais très vite, il se rend en Europe pour étudier à la Royal Academy of Music de Londres puis à l'Hochschule für Musik à Hanovre en Allemagne. Dès l'âge de 17 ans, sa carrière professionnelle débute avec le premier concerto pour piano de Tchaïkovsky avec l'orchestre philharmonique d'Israël, dirigé par Zubin Mehta et à 22 ans, il joue au Carnegie Hall de New York, sous la direction de Daniel Barenboim. Dès lors il se produit régulièrement avec les plus grands chefs d'orchestre (Riccardo Muti, Lawrence Foster, Bertrand de Billy, Sebastian Weigle, Vladimir Fedoseyev) et différents orchestres américains et européens,.
En 2000, lors du festival international de piano de Ruhr en Allemagne, il reçoit le prix du jeune talent de l’année. En 2006 lors du Festival de Salzbourg, il donne plusieurs concerts avec l'Orchestre philharmonique de Vienne et en 2007,  il joue le concerto de Edvard Grieg, pour le centième anniversaire de la mort du compositeur, avec le Gewandhaus Orchestra à Leipzig.

## Discographie
- 2005 : Piano recital – Brahms, Mozart, Schubert chez EMI Classics, épuisé[3]
- 2008 : Edition Klavier-Ruhr-Festival : Bach, Schubert, Schönberg et Brahms chez Avi Music[4]
- 2014 : Mendelssohn: A Midsummer Night's Dream; Piano Concertos Nos. 1 & 2, direction Riccardo Chailly chez Decca[5]

## Famille
Son frère Nabeel Abboud Ashkar, né en 1978, est violoniste, membre du West-Eastern Divan Orchestra et directeur du conservatoire de musique Polyphony, soutenu par la fondation Barenboim-Said, qui rassemble de jeunes musiciens juifs et arabes. Son activité lui a valu le prix Yoko Ono Lennon Courage Award for the Arts en 2012,,.
Leurs parents, Duaibis et Maha, sont tous les deux mélomanes et ont toujours soutenu leurs actions.
À noter que “mélomane” ne signifie pas “musicien”. Selon un article paru dans le Irish Times ( 'I am a pianist, not a spokesperson' - Wed, Sep 2, 2009), aucun des deux parents ne pratiquait le piano.